# Bola de demolició

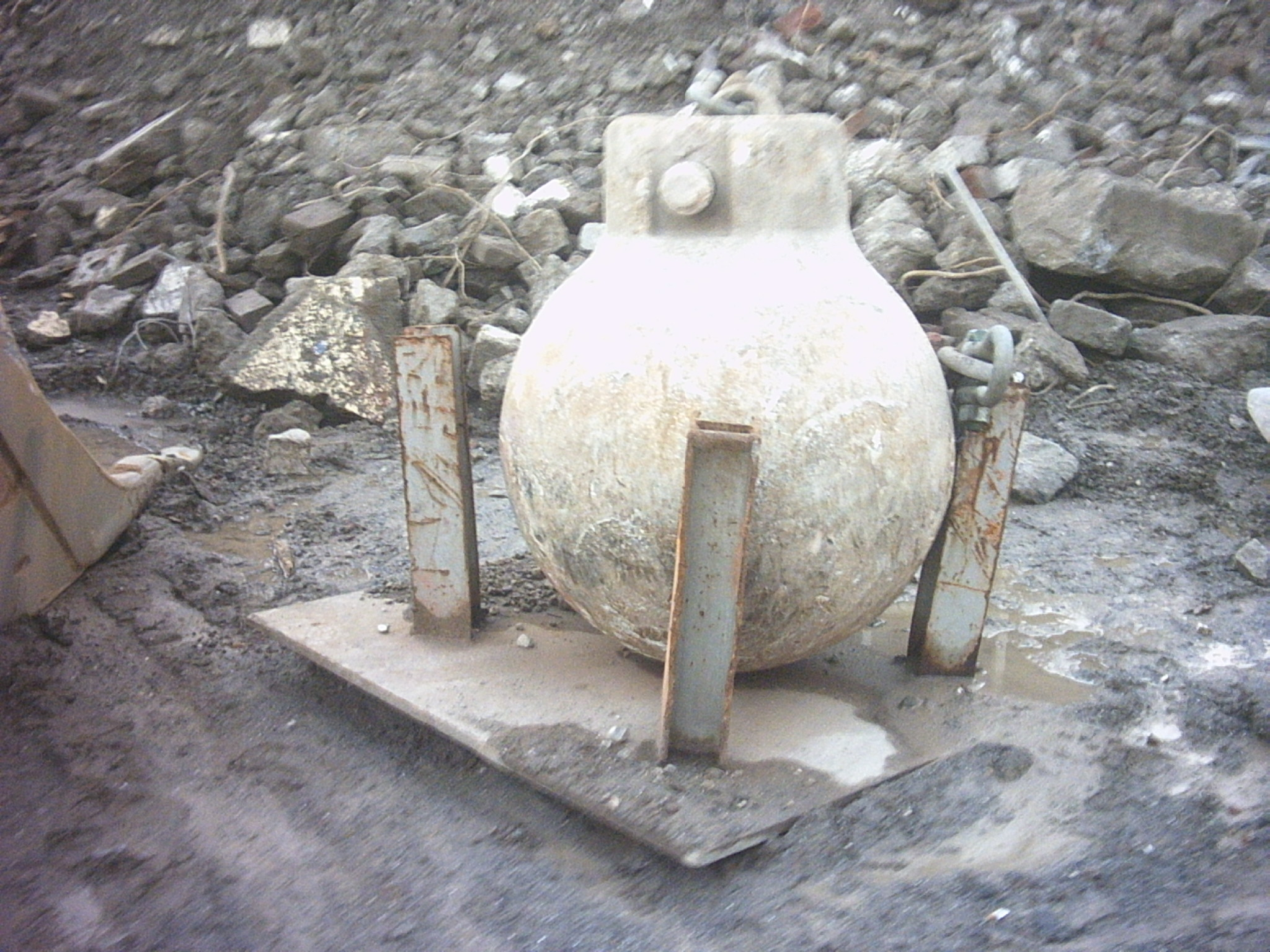
Bola de demolició (forma de pera) en repòs

Una bola de demolició o bola d'enderroc, és una bola d'acer pesada, normalment penjada d'una grua, que és utilitzada per enderrocar edificis grans emprant l'energia cinètica de la bola. Va ser d'ús molt comú durant les dècades de 1950 i 1960. Diverses empreses d'enderrocs reclamen haver inventat la bola de demolició. Un ús primerenc documentat va ser el desballestament del SS Great Eastern el 1888-1889, dut a terme per l'empresa Henry Bath & Co, a Rock Ferry en el Riu Mersey.
El 1999, la bola de demolició va ser descrita com "una de les formes més comunes de demolició tosca a gran escala". Tot i que la bola de demolició segueix sent la forma més eficient per arrasar una estructura de carcassa de formigó, el seu ús està disminuint. Amb la invenció del excavadores 'hidràuliques i altres maquines, l'ús de la bola de demolició ha esdevingut menys comú als enderrocs, atès que la seva eficiència de treball és inferior a la de les excavadores d'alt abast.

## Construcció i disseny

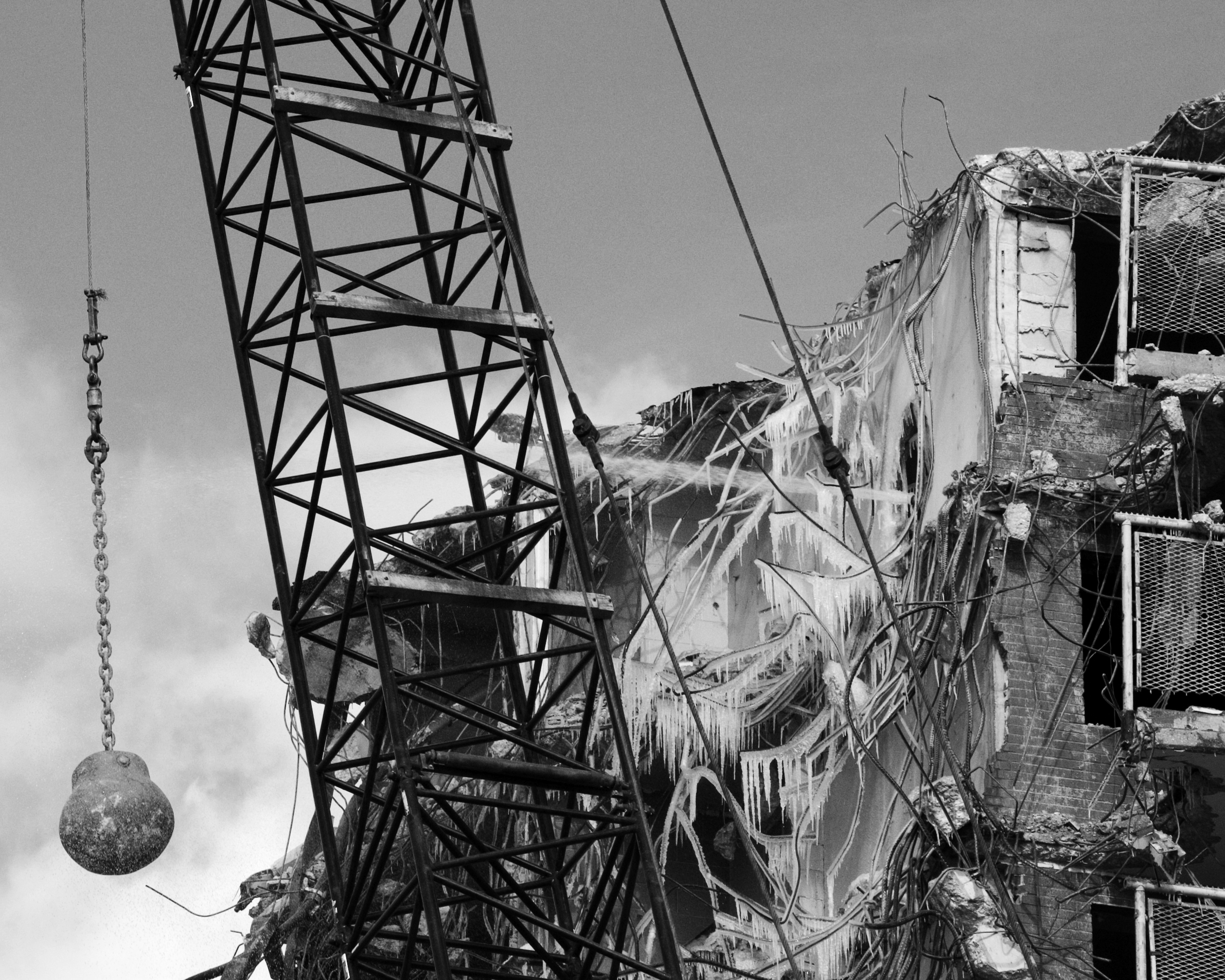
Bola de demolició durant la demolició de Rockwell Gardens de Chicago, a finals de 1980

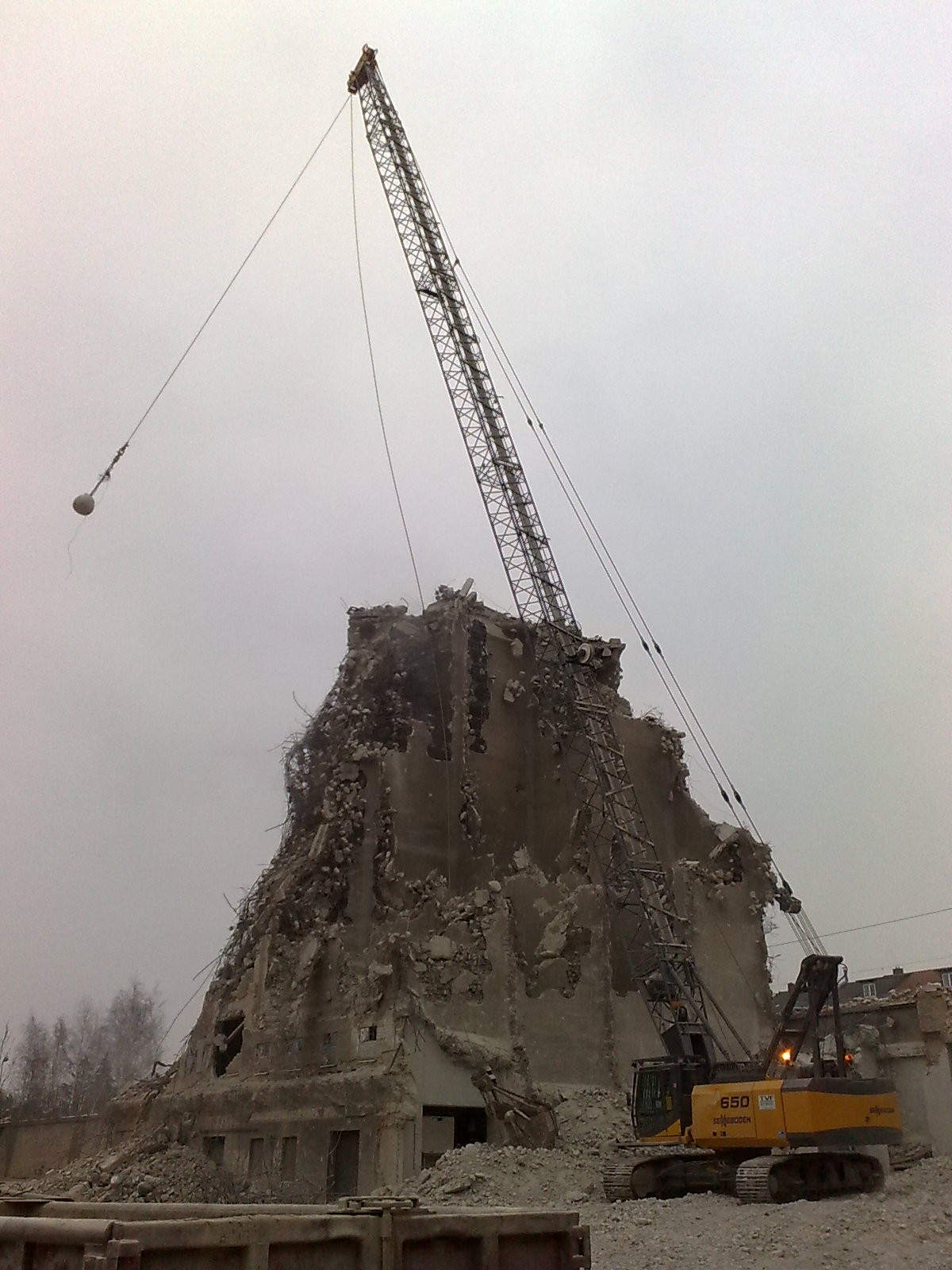
Bola de demolició en acció

Les boles de demolició modernes han sofert una lleugera re-modelació, canviant l'esfera de metall cap una forma de pera amb la porció superior retallada. Aquesta forma permet estirar la pilota més fàcilment cap enrere a través d'un sostre o una llosa de formigó després que s'ha trencat fent-hi un forat.
Hi ha una gamma les boles de demolició d'aproximadament (450 kg (1,000 lliures) fins al voltant de (5,400 kg (12,000 lliures). La bola està feta d'acer forjat, el que significa que l'acer no es tira en un motlle en estat fos. Es forja colpejant-lo amb una pressió molt alta, mentre l'acer està roent (tou però no fos) comprimint-lo per enfortir-lo.

## Mètode d'ús
En el procés de demolir parets, la bola se suspèn a l'altura desitjada a partir del braç d'una grua mentre un cable d'acer secundari tira de la bola cap a la cabina de la grua. S'allibera l'embragatge del tambor del cable lateral i llavors la pilota es balanceja com un pèndol colpejant l'estructura. Un altre mètode de demolició lateral és fer pivotar el braç de la grua per accelerar la bola cap a l'objectiu. En el procés demolir els sostres i altres trams horitzontals, típicament la bola es penja d'una longitud de cadena d'acer subjectada al ganxo d'elevació d'un braç de la grua, per damunt de l'estructura, llavors s'allibera l'embragatge del tambor del cable secundari permetent a la bola una caiguda lliure sobre l'estructura.
Els dos processos abans descrits es repeteixen tants cops com sigui necessari fins que l'estructura es divideix en trossos que puguin ser fàcilment arrossegats i carregats cap a fora de les restes de l'edifici. L'acció de demolició és duta a terme íntegrament mitjançant l'energia cinètica de la bola. Hi ha feines d'enderroc per a les quals s'ha utilitzat una bola de demolició de 2,500 kg (5,500-lliures) suspesa d'un helicòpter Kaman K-MAX.

## Mètodes moderns
L'avenç de la tecnologia va conduir al desenvolupament i ús de càrregues de voladura, més segures que la dinamita i més eficients o pràctiques de boles de demolició, per enderrocar edificis L'ús més comú de les càrregues de voladura és fent implosionar un edific, que limita els danys col·laterals (vegeu enderroc). Les boles de demolició són més propenses a causar danys col·laterals, ja que és difícil de controlar per complet el balanceig de la bola.
Tanmateix, les boles de demolició són encara utilitzades quan altres mètodes d'enderroc no es poden utilitzar per raó d'assumptes mediambientals locals o per exemple: per un contingut elevat d'asbest a l'edifici.